# أرمين أندريس
أرمين أندريس (بالألمانية: Armin Andres) (5 أبريل 1959 ببامبرغ في ألمانيا - ) هو مدرب كرة سلة وصاحب مطعم ولاعب كرة سلة ألماني في مركز الهجوم خلفي، شارك في بطولة كأس العالم لكرة السلة 1986 وبطولة أمم أوروبا لكرة السلة 1987 وكرة السلة في الألعاب الأولمبية الصيفية 1992 ‏. وشارك مع منتخب ألمانيا لكرة السلة.

## وصلات خارجية
- أرمين أندريس على موقع الاتحاد الدولي لكرة السلة (الإنجليزية)
- أرمين أندريس على موقع ريلجم (الإنجليزية)
- أرمين أندريس على موقع بروبوليرز (الإنجليزية)
- أرمين أندريس على موقع سبورتس رفرنس (الإنجليزية)
- أرمين أندريس على موقع أوليمبيديا (الإنجليزية)